# Valentín de Zubiaurre Aguirrezábal
Valentín de Zubiaurre Aguirrezábal   (Madrid, 22 d'agost de 1879 - Madrid, 24 de gener de 1963) fou un pintor biscaí. Va néixer sordmut, igual com el seu germà Ramón de Zubiaurre, també pintor, tres anys més jove que ell. Ambdós eren fills del compositor musical Valentín de Zubiaurre Urinobarrenechea.

## Biografia
Originaris de la localitat biscaïna de Garai, la família Zubiaurre residia a la capital d'Espanya, on el pare havia acudit a ocupar la plaça obtinguda com a mestre musical a la capella del Palau Real. A pesar del gran desig patern del qual algun dels seus fills seguís amb la vocació musical, la fatalitat va voler ambdós naixessin sords. Valentín va iniciar els seus estudis en la Reial Acadèmia de Belles Arts de San Fernando el 1894, continuant-los posteriorment al costat dels pintors Antonio Muñoz Degrain, Alejandro Ferrant i Carlos de Haes. El 1898 va emprendre un viatge pels Països Baixos, França i Itàlia per completar la seva formació. El 1902 va obtenir una beca de la Diputació foral de Biscaia per viatjar a Itàlia en companyia del seu germà Ramón, una vegada que va haver superat els obstacles que li van suposar de cara a l'obtenció de la mateixa la circumstància d'haver nascut fora de Biscaia. Aquest viatge es considera el punt de partida de la majoria d'edat artística d'ambdós germans.
Durant un temps va viure a Segòvia, atret pels tipus i el paisatge castellà, que tan profundament va utilitzar a la seva pintura. Durant la seva estada a la localitat va raure en el Palau del Comte de Cheste.
El 12 d'octubre de 1942 es casa a la Basílica De Begoña amb Pilar Elejoste Astarbe. Dos anys després és nomenat acadèmic de la Reial Acadèmia de Belles Arts de San Fernando.
Durant tota la seva vida artística va mantenir estudis a Madrid i a la casa natal de Garai.
Va morir a Madrid el 1962.

## La seva obra
Feia una pintura costumista, en la qual proliferen els temes bascos i castellans, on la solidesa de les figures es compenetrava amb un profund sentit del colorisme. No li va ser fàcil obtenir el reconeixement oficial. En una època en què el naturalisme i l'impressionisme eren les tendències dominants, Zubiaurre realitzava una pintura més intel·lectual, unint d'una banda la mestria del seu art amb l'elaboració intel·lectual de l'idea. També se li va atribuir l'haver caigut en el vici de la repetició pesada de certs tipus i composicions una vegada obtinguda certa popularitat, elaborant una vegada i una altra les mateixes fórmules.
Durant anys es va mantenir l'errònia creença que els germans Zubiaurre compartien l'elaboració dels seus quadres, treballant ambdós a la mateixa obra. Res d'això no és cert; és veritat que partien d'una norma estètica semblant i que tractaven una varietat de temes similar, però els resultats d'ambdós germans eren substancialment diferents. A la pintura de Valentín hi ha menys sornegueria, predominant certa malenconia que no és present en els quadres de Ramón.

## Selecció d'obres
- La fiesta de la Virgen (La festa de la Verge).
- Pescadores vascos (Pescadors bascos).
- Viejas leyes y nueva flor (Velles lleis i nova flor).
- Versolaris.
- Ofrenda en una ermita (Ofrena en una ermita).
- En tierra vasca (En terra basca).
- Las tres cofrades (Les tres confrares).
- Camino de Zamarramala (Camí de Zamarramala).
- Hilandera vasca (Filatera basca).
- Tipos segovianos (Tipus de Segovians).
- A las doce (A les dotze).
- El tio Saturio.